# NGC 2517
NGC 2517 este o galaxie lenticulară situată în constelația Pupa. A fost descoperită în 16 martie 1836 de către John Herschel.